# 格利维采
格利维采（波蘭語：Gliwice），是波兰南部西里西亚省的一座城市，是格利維采縣的首府，約有17萬名居民。舊譯格莱维茨（德語：Gleiwitz）。
格利维采位于卡托维茨以西约20公里，是上西里西亚都会區的核心城市之一，總人口超過300萬，是波兰最大的都会区。该市在1950至1998年属於卡托维茨省。

## 历史
格利维采在1276年首次被记为城镇，当时被西里西亚皮雅斯特王朝大公所管辖，1335年成为波希米亚王朝属地，1526年易主奥地利哈布斯堡王朝。
为支付与奥斯曼帝国战争的庞大开销，哈布斯堡王室将该城租出，租约为期18年，1580及1589年分别续期10年及18年。18世纪中期西里西亚战争期间，格利维采与西里西亚的大部分地区被普鲁士王国吞并。拿破仑战争后，格列维采在1816年被划入普鲁士的西里西亚省，1871年德意志统一后成为德意志帝国的一部分。
19世纪，格利维采通过工业化发展成一个大城市，铁工厂的发展促进了该区其他工业的成长。该城1975年的人口为14,156。根据1911年版不列颠百科全书，格利维采1905年的人口为61324，当时该城已是上西里西亚的采矿工业中心，市内还有铸造厂、电线及输气管制造厂、水泥厂等工厂。
第一次世界大战后，波兰人和德国人在西里西亚起义时发生冲突，上西里西亚的波兰人想将格利维采并入波兰第二共和国。经国际联盟调停后，该区在1921年3月20日举行公民投票，决定城市的归属，结果显示78.7%的投票者支持该城继续由德国管辖，只有21.0%的票数支持加入波兰。国盟决定格利维采、扎布热和博伊滕由德国管辖，其余上西里西亚地区连同主要城市卡托维兹划入波兰。
1939年8月31日发生格利维采事件，德国秘密警察策动袭击一家电台，作为纳粹德国入侵波兰的藉口，这也是第二次世界大战的开端。在1945年的波茨坦会议，格利维采被划入波兰，成为卡托维兹省的一部分。

## 友好城市
- 德国 博特罗普
- 德国 德绍
- 英格兰 唐克斯特
- 斯洛伐克 凯日马罗克
- 瑞典 纳卡
- 匈牙利 绍尔戈陶尔扬
- 法國 瓦朗谢讷